# زغال‌ماهی نروژی
 زغال‌ماهی نروژی(نام علمی: Theragra finnmarchica) نام یک گونه از تیره روغن‌ماهیان است.